# Caroline Herschel
Pour les articles homonymes, voir Herschel.
Caroline Herschel (16 mars 1750 – 9 janvier 1848) est une astronome britannique d'origine allemande. Née à Hanovre, dans une famille de musiciens, elle rejoint son frère William Herschel, en Angleterre. Elle découvre de nouvelles comètes, en particulier la comète périodique 35P/Herschel-Rigollet, qui porte son nom, des nébuleuses et des objets du ciel profond. En 1828,  elle reçoit la Médaille d'or de la Royal Astronomical Society.

## Biographie

### Jeunesse
Caroline Herschel naît le 16 mars 1750 à Hanovre. Elle est le huitième enfant et quatrième fille d'Isaac Herschel et de sa femme Anna Ilse Moritzen. Devenu chef d'orchestre militaire chez les Gardes, Isaac part en campagne avec son régiment pour une longue période, mais revient en mauvaise santé après la bataille de Dettingen en 1743 ; quoique habile musicien, il entretient aussi des jardins pour subvenir aux besoins de sa famille, mais son talent musical lui procure un poste de musicien d'orchestre dans l'armée prussienne.
Caroline a survécu de justesse à la variole à l’âge de trois ans, ce qui laissera son visage marqué. Ensuite, à dix ans elle est atteinte du typhus, ce qui limite sa taille à moins de 1,40 m. Supposant qu'elle ne trouvera jamais de mari (ce qui se réalise), sa mère envisage pour elle un rôle de Cendrillon, servante de la maison. Isaac, qui a déjà encouragé ses aînés à étudier les mathématiques, la musique et le français, s'émeut du sort de Caroline et, à l'insu de sa femme, l'encourage à étudier. Il profite de la moindre absence de sa femme pour l'instruire lui-même ou la joindre aux leçons dispensées à ses frères. Il l'incite à apprendre à filer, à coudre, à faire des vêtements, à réaliser divers petits travaux en vue d'être autonome plus tard,. Cependant, Isaac meurt en 1767 d'une mauvaise santé due au service de guerre, laissant Caroline, 17 ans, à la merci d'Anna et de son frère Jacob, le nouveau chef de famille.

### Carrière musicale
En 1757 a lieu la bataille de Hastenbeck, désastreuse pour le Hanovre. Peu désireux de vivre sous la loi française, son frère William (de son nom de baptême, Wilhelm Friedrich) émigre à Bath (en Angleterre) et s'y établit comme organiste et enseignant de la musique. Lors de la mort de leur père Isaac en 1767, Caroline devient contre son gré (William lui a proposé de le rejoindre en Angleterre) la ménagère responsable de la maison paternelle. Heureusement, lorsque William revient séjourner à la maison en 1772, il l'invite à l'accompagner pour y tenir sa maison et apprendre le chant ; elle accepte immédiatement et quitte Hanovre le 16 août 1772. William, qui est un musicien accompli, nommé depuis 1766–1767 organiste et chef de chœur titulaire de l'Octagon Chapel (en) de Bath, lui donne des leçons de chant et fait d'elle la chanteuse vedette de ses concerts et oratorios. Sa réputation est telle qu'elle est invitée à se produire au festival de Birmingham, mais elle décline l'invitation, car elle ne veut être dirigée que par son frère, ne fréquente pas la société locale et se fait peu d'amis.
William, passionné d'astronomie, réclame constamment son assistance. À ce moment, Caroline ne partage pas encore la passion de son frère pour la science. L'intérêt de William pour l'astronomie commence comme un hobby de nuit, dont il relate, dans un discours impromptu, au repas du petit matin, tout ce qu'il a appris. Caroline s'y adonne petit à petit : « [je suis], dit-elle, fort empêchée de me consacrer à mon travail, à cause de l'aide permanente sollicitée pour le maniement des divers dispositifs astronomiques ».
Son frère abandonne son travail d'enseignant et de chef de chœur en faveur de l'astronomie.

### Contributions à l'astronomie

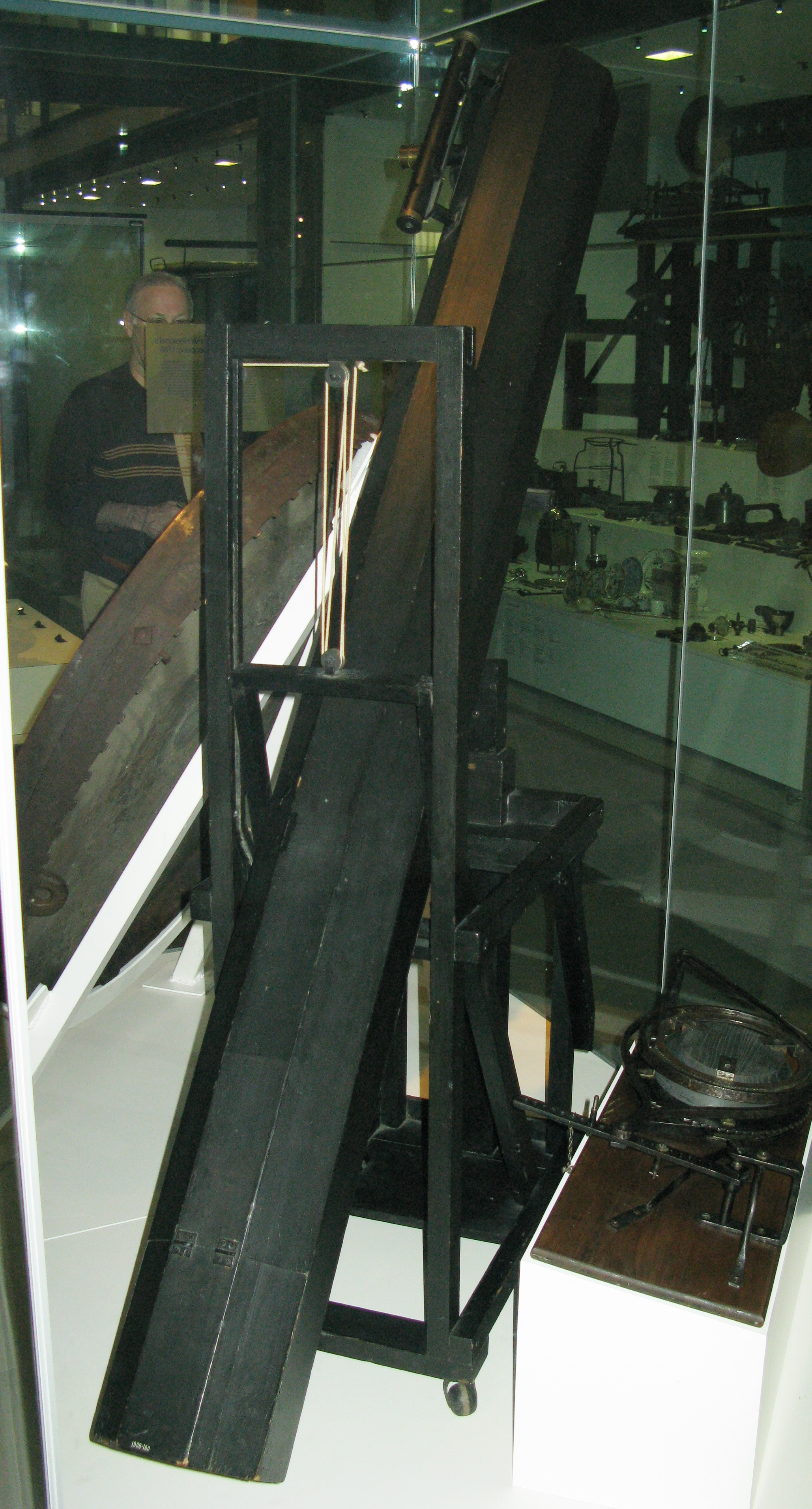
Télescope ayant appartenu à Caroline Herschel.

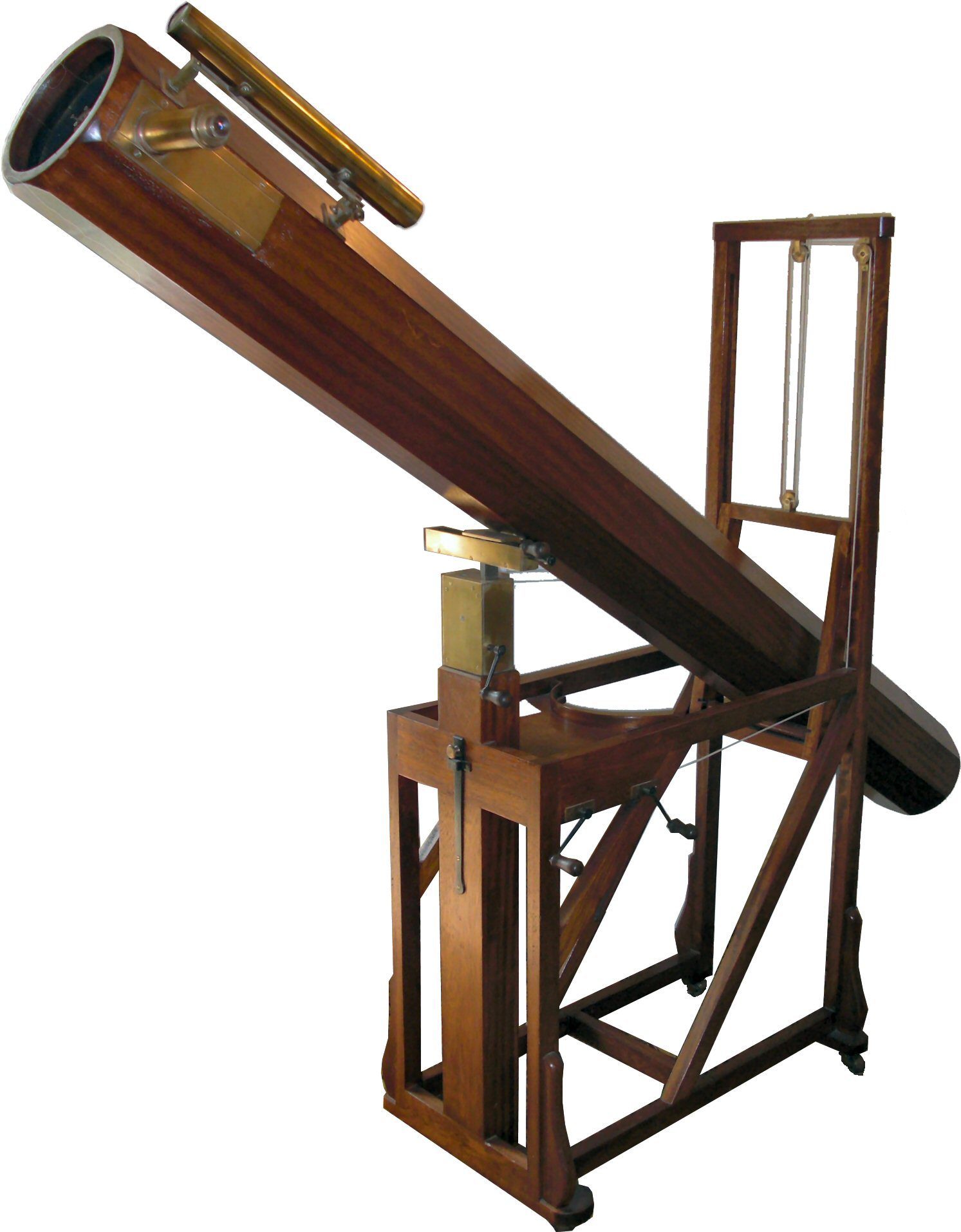
Réplique d'un télescope semblable à celui qui a permis à William Herschel de découvrir Uranus.

William lui enseigne les mathématiques, mais elle reste sa ménagère et n'est pas encore son apprentie. Il ambitionne d'observer l'univers de plus en plus lointain et, aidé de sa sœur Caroline, construit beaucoup de télescopes très puissants, qu'il vend aisément. Sa notoriété de fabricant de télescopes de bonne qualité s'étend à toute l'Angleterre,. Caroline consacre beaucoup d'heures à polir des miroirs et monter des télescopes dans le but de piéger la plus grande quantité de lumière possible. Elle apprend à copier les tables astronomiques et d'autres publications empruntées par William. Elle apprend aussi à enregistrer et extraire l'essentiel des données ; elle prépare les observations astronomiques de son frère. Ce travail demande — elle le dit elle-même — célérité, précision et exactitude.  Il a donc rapidement entraîné sa sœur dans cette nouvelle passion.
En 1777, William (jusqu'en 1782) et Caroline (jusqu'en 1784) occupent une maison récemment construite, au 19 New King Street, à Bath dans le Somerset. Le 13 mars 1781, William y devient célèbre grâce à la découverte d’une nouvelle planète gravitant au-delà de Saturne ; il la nomme Georgium Sidus (en l'honneur de George III), mais elle porte finalement le nom d'Uranus, père de Saturne dans la mythologie romaine. Cette découverte d'Uranus le propulse, l'année suivante, au poste d’astronome privé du roi George III. Il quitte la maison de Bath et emménage à Datchet, près du château de Windsor, laissant le soin à sa sœur — devenue son apprentie à 32 ans — de tenir la maison, répondre aux visiteurs, etc. Elle a appris les fondements du métier et retrouvé la confiance en elle-même perdue depuis la période de servitude passée auprès de ses parents. En 1784, elle emménage auprès de son frère et, par la suite, dans la maison voisine de l'observatoire de Slough (dans le Berkshire) qu'elle construit avec William. 

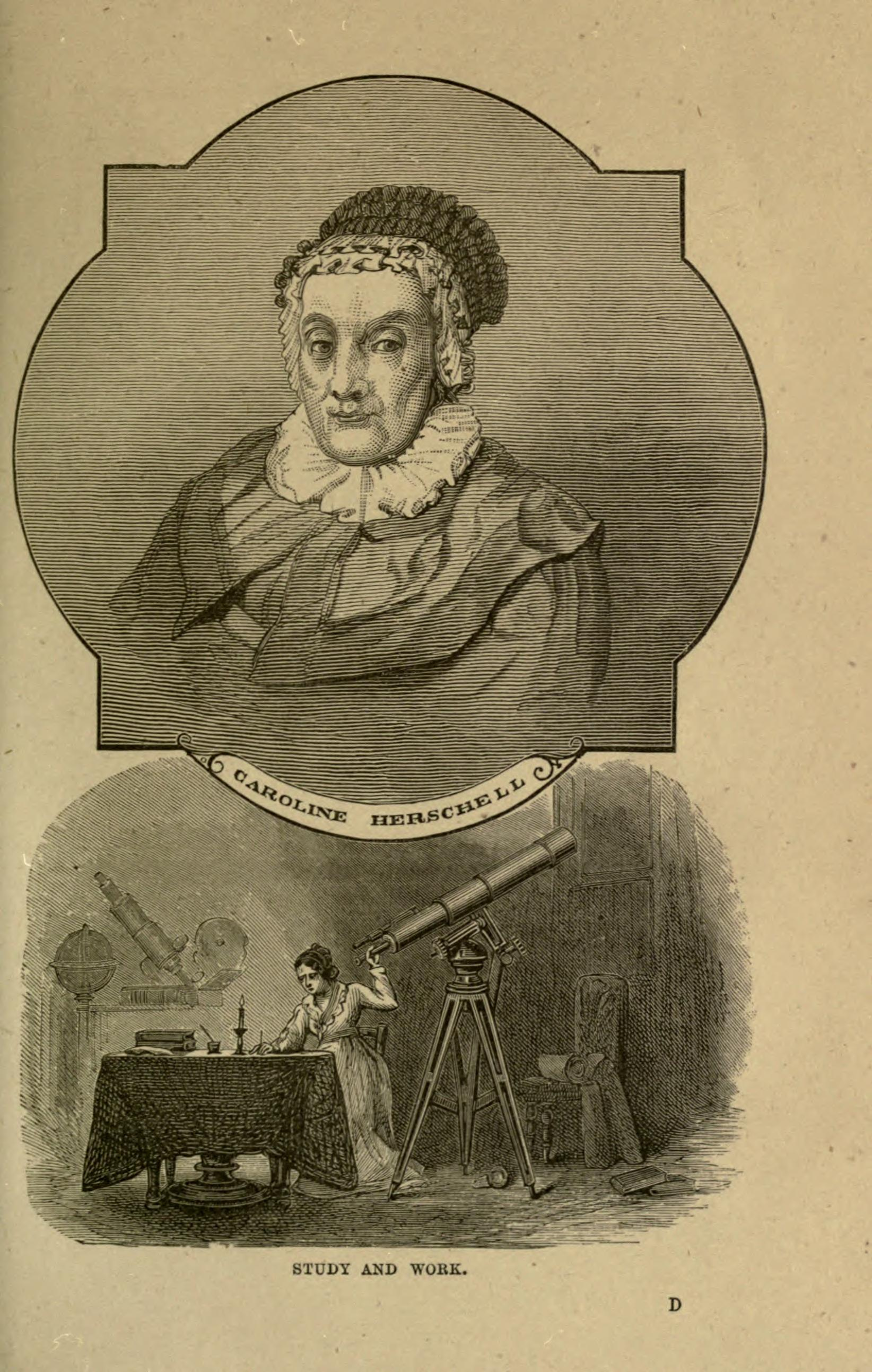
Caroline Herschel âgée (haut) et en train de travailler (bas).

La nouvelle fonction de William n'a pas que des côtés brillants : bien qu'elle lui laisse beaucoup de temps libre pour les observations astronomiques, elle entraîne une baisse de revenus et le met à tout moment au service du bon plaisir royal. À cette époque, William et Caroline perfectionnent leurs télescopes, fabriquant une série de dispositifs de plus en plus grands, jusqu'à obtenir le fameux instrument de 40 pieds de distance focale. Caroline l'assiste en permanence pendant ses observations, résolvant aussi avec lui des calculs compliqués. 

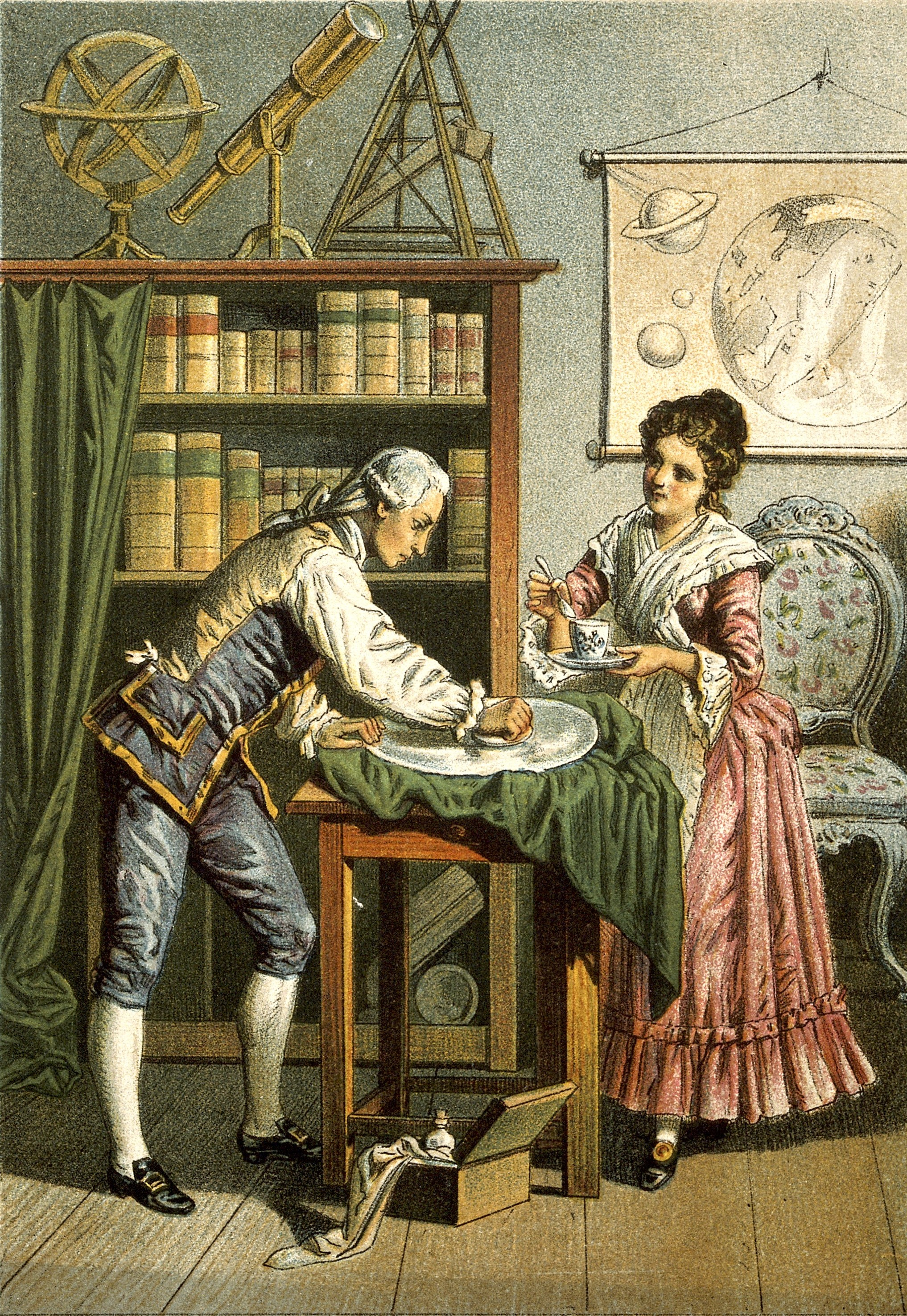
William et Caroline Herschel polissant une lentille de télescope, Lithographie, 1896.

Dès 1782, William suggère à Caroline d'observer seule, et elle occupe ses heures de loisirs à observer elle-même le ciel au moyen d'un télescope de Newton de 27 pouces de distance focale avec lequel, de 1783 à 1787, elle observe beaucoup d'objets célestes, notamment NGC 7789 (la Rose de Caroline) et Messier M110 (NGC 205), second compagnon de la galaxie d'Andromède, dont la découverte lui est attribuée. 
De 1786 à 1797, elle découvre aussi huit comètes, la première le 1er août 1786, et redécouvre la fameuse comète périodique d'Encke en 1786 et 1795,. Elle a le mérite incontesté d'avoir été la première à découvrir cinq de ces comètes,. 
En 1787, le roi Georges III lui attribue une pension annuelle de 50 £ pour son travail au titre d'assistante de William, faisant ainsi d'elle la première femme payée pour des services scientifiques et donc la première astronome professionnelle.
En mai 1788, elle doit encore déménager, sans William cette fois, car celui-ci, alors âgé de 50 ans, vient d’épouser la jeune veuve d’un marchand londonien, nommée Mary Pitt. Elle continue son partenariat avec son frère. 
En 1797, les observations ont montré qu'il y a vraiment beaucoup de décalages entre les positions des étoiles, telles qu'observées par William, et celles répertoriées dans le catalogue publié par John Flamsteed. Au surplus, ce catalogue divisé en deux volumes est difficile à consulter : il y a le catalogue proprement dit et le volume des observations d'origine. William réalise qu'il lui faut un index croisé proprement dit pour examiner ces décalages, mais renonce à y consacrer du temps aux dépens d'activités purement astronomiques. Il confie à Caroline le soin d'entreprendre cette lourde tâche. Le Catalogue d'étoiles qui en résulte, publié en 1798 par la Royal Society, offre un index de chaque observation de chaque étoile faite par Flamsteed, une liste d'errata et une liste de plus de 560 étoiles qui n'y étaient pas répertoriées. En 1822, de retour à Hanovre, Caroline poursuit ses études astronomiques afin de vérifier et confirmer les découvertes de son frère William.
En 1828, elle complète le catalogue de nébuleuses et d'amas stellaires, Zones of all the star clusters and nebulae observed by Sir William Herschel, entamé par son frère, afin d'aider son neveu, l'astronome John Herschel.
Caroline s'est efforcée, comme d'autres passionnés du ciel avant elle, de représenter notre galaxie, la Voie Lactée, telle que nous la verrions si nous avions la possibilité de l'observer de l'extérieur. La représentation [ci-dessus] qu'elle en fait est d'ailleurs erronée, car elle place le Soleil au centre de la Voie Lactée, ce qui, on le sait aujourd'hui, n'est pas sa place. Elle montre le Soleil comme une grosse étoile alors qu'on sait aujourd'hui qu'il est de taille plutôt modeste. En outre, lors de ses recherches sur la Voie Lactée, elle est découragée devant la difficulté de se représenter notre galaxie alors que nous sommes situés à l'intérieur d'un bras spiral de celle-ci.

### Vieux jours

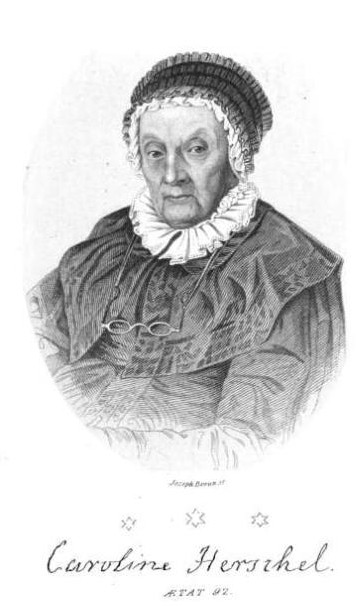
Caroline Herschel à 92 ans.

Après la mort de son frère William à l’Observatory House de Slough en 1822, Caroline retourne dans sa région natale du Hanovre, en Allemagne. Elle meurt à Hanovre le 9 janvier 1848 à l'âge de 97 ans et 10 mois. Elle est inhumée au 35 Marienstrasse à Hanovre, au cimetière du Gartengemeinde. Elle a été enterrée à côté des tombes de ses parents avec une mèche de cheveux de son frère William. Sa pierre tombale porte l'inscription : « Les yeux de celle qui est glorifiée ici-bas se sont tournés vers les cieux étoilés. »

## Personnalité
Quand William abandonne progressivement son travail de musicien pour s'adonner à l'astronomie, Caroline l'y encourage. Il apparaît clairement, au vu du travail autonome qu'elle a fourni du vivant et après la mort de son frère, à la lecture de l'intérêt pour l'astronomie affiché dans ses écrits durant toute sa vie, qu'elle éprouve le même intérêt que lui pour l'astronomie. À la suite de la collaboration avec son frère et de ses propres travaux, elle est elle-même devenue une astronome remarquée.
À travers ses écrits elle répète clairement comme une antienne qu'elle veut être financièrement autonome et subvenir à ses besoins. Quand elle est payée comme assistante de son frère, elle devient la première femme rétribuée pour services rendus à la science, l'astronomie de surcroît, alors que même les hommes sont rarement rétribués pour des travaux scientifiques. Quand William épouse une riche veuve, Mary Pitt (née Baldwin) en 1788, cette union cause de la tension dans la relation entre frère et sœur. Caroline est jugée comme une femme glaciale, jalouse, entièrement dévouée à son frère et n'aimant pas ceux qui s'immiscent dans leur bulle domestique.      
Dans son livre The Age of Wonder, Richard Holmes est plus compatissant envers l'attitude de Caroline, expliquant que ce changement est négatif pour Caroline à maints égards. Avec l'arrivée de l'épouse de William, Caroline perd ses responsabilités ménagères et sociales et son statut d'accompagnante. Dans ses mémoires, elle écrit qu'elle a aussi quitté leur maison pour des domiciles extérieurs, y revenant quotidiennement pour travailler avec son frère. Elle ne détient plus les clés d'accès à l'observatoire et à l'atelier, où elle a tant travaillé. Cependant, elle a détruit ses journaux couvrant la période 1788-1798, et ses sentiments sur cette période ne sont pas connus. Barthélemy Faujas de Saint-Fond mentionne qu'elle et son frère ont bien poursuivi leurs travaux pendant cette période. Quand son frère et sa famille s'absentent, elle retourne souvent là-bas pour veiller à leur place sur leur domicile. Plus tard, elle et Lady Herschel échangeront des lettres affectueuses et elle sera toujours profondément attachée à son neveu, l'astronome John Herschel. 
Le mariage de William aide Caroline à être plus indépendante vis-à-vis de son frère et à exprimer sa personnalité. Caroline fait beaucoup de découvertes indépendamment de son frère William, et continue à travailler seule sur de multiples sujets dans le domaine de l'astronomie, ce qui établit encore sa renommée. Mais l'effacement devant son frère, sa véritable dévotion pour lui, restera toujours un de ses traits de caractère : « Je ne suis rien, je n'ai rien fait ; tout ce que je suis, tout ce que je sais, je le dois à mon frère. Je ne suis que l'instrument qu'il a façonné pour son usage — un petit chien bien dressé en aurait fait autant que moi ».

## Œuvres

### Publications
- Carolina Herschel, Catalogue of stars taken from Mr. Flamsteed's observations contained in the second volume of the Historia cœlestis, and not inserted in the British catalogue. With an index, to Point out Every Observation in that Volume Belonging to the Stars of the British Catalogue. To which is added, a collection of errata that should be noticed in the same volume. By Carolina Herschel. With introductory and explanatory remarks to each of them. By William Herschel, Lld. F. R. S. Published by Order, and at the Expence, of the Royal Society, Peter Elmsly, Printer to the Royal Society, Londres, 1798
- Caroline Lucretia Herschel (auteur) et Mrs. John Herschel (éd.), Memoir and correspondence of Caroline Herschel, Londres, John Murray, 1876
  - (de) Memoiren und Briefwechsel, Herausgegeben von Frau John Herschel. Berlin 1877, reprint: Hildesheim, 2013  (ISBN 978-3-487-15010-9)
- Michael Hoskin (éd.), Caroline Herschel’s autobiographies, Cambridge, Science History Publications, 2003  (ISBN 0-905193-06-7)

### Quelques objets célestes découverts par Caroline Herschel
- Galaxies et amas ouverts[21] : NGC 205, NGC 225, NGC 253, NGC 381, NGC 659, NGC 891, NGC 2204, NGC 2349, NGC 2360, NGC 2548, NGC 6633, NGC 7380, NGC 7789.
- Comètes[22] : C/1786 P1 (Herschel), 35P/Herschel-Rigollet[23], C/1790 A1 (Herschel) (it), C/1790 H1 (Herschel) (it), C/1791 X1 (Herschel), C/1793 S2 (Messier)[24], 2P/Encke[25], C/1797 P1 (Bouvard-Herschel) (it)[26].

## Honneurs et postérité

### Honneurs
Son travail a été fructueux,,, et est unanimement salué.
- Elle reçoit en 1828 la Médaille d'or de la Royal Astronomical Society, « pour sa récente recension, jusqu'en juillet 1800, des 2 500 nébuleuses découvertes par son illustre frère, ce qui peut être considéré comme le complément probablement sans égal d'une suite d'efforts, autant en ampleur qu'en importance dans les annales du travail astronomique ». Cette récompense n'a été attribuée à une autre femme, Vera Rubin, qu'en 1996.
- En 1835, elle est élue avec Mary Somerville membre honoraire de la Royal Astronomical Society : ce sont les premières femmes.
- En 1838, Sir William Hamilton, astronome royal à Dublin, lui fait part de son élection en tant que membre honoraire de la Royal Irish Academy à Dublin.
- En 1846, à l'âge de 96 ans, elle est récompensée par le roi de Prusse de la médaille d'or de la science, qui lui est apportée par Alexander von Humboldt « en reconnaissance des précieux services rendus par [elle] à l'astronomie, au titre de compagne de travail de votre frère, Sir William Herschel, immortalisé par ses découvertes, ses observations et ses calculs ardus ».
- L'astéroïde (281) Lucretia, découvert en 1888 par Johann Palisa, est nommé d'après son deuxième prénom.
- Le cratère lunaire C. Herschel dans le Sinus Iridum rappelle sa contribution à l'astronomie.
- La rue Caroline-et-William-Herschel lui rend hommage, ainsi qu'à son frère, au cœur de Paris, dans le 6e arrondissement.

### Herschel, la pionnière
Caroline Herschel est souvent considérée comme une pionnière. Cette opinion n'est pas nouvelle ; on lit, dans une notice nécrologique publiée en 1847–1848 :
« Son souvenir survivra, avec celui de son frère, aussi longtemps que les archives astronomiques du dernier siècle et du présent seront préservées ; et il survivra à cause de ses propres mérites, même si, comme on peut raisonnablement l'espérer, il viendra un temps où la célébrité astronomique d'une femme ne sera pas, sur la seule circonstance du sexe, suffisante pour soulever la moindre remarque. »
La redécouverte de Caroline Herschel ne se limite pas aux ouvrages savants.
- Planetarium, un poème d'Adrienne Rich, célèbre la vie et les réalisations scientifiques de Caroline Herschel[30].
- L'œuvre The Dinner Party, de Judy Chicago, exposée au Brooklyn Museum de New York, fait une place à Caroline Herschel[31].